# Daniel Didavi
Daniel Didavi (Nürtingen, Alemania, 21 de febrero de 1990) es un futbolista alemán de ascendencia beninesa. Juega como mediocampista y su actual equipo es el VfB Stuttgart de la 1. Bundesliga de Alemania.

## Selección nacional
Ha sido internacional con la selección de fútbol sub-17 de Alemania.

## Clubes
| Club                    | País     | Año             |
| ----------------------- | -------- | --------------- |
| VfB Stuttgart II        | Alemania | 2008 - 2009     |
| VfB Stuttgart           | Alemania | 2009 - 2011     |
| 1. FC Nürnberg (cedido) | Alemania | 2011 - 2012     |
| VfB Stuttgart           | Alemania | 2012 - 2016     |
| VfL Wolfsburg           | Alemania | 2016 - 2018     |
| VfB Stuttgart           | Alemania | 2018 - Presente |